# سامويل كوك

ولد سامويل كوك في هونغ كونغ في 6 أبريل عام 1948، هو معلم فنون قتالية صيني ويعلم أسلوب الوينغ تشون في جميع أنحاء العالم.

## تعلمه للفنون القتالية

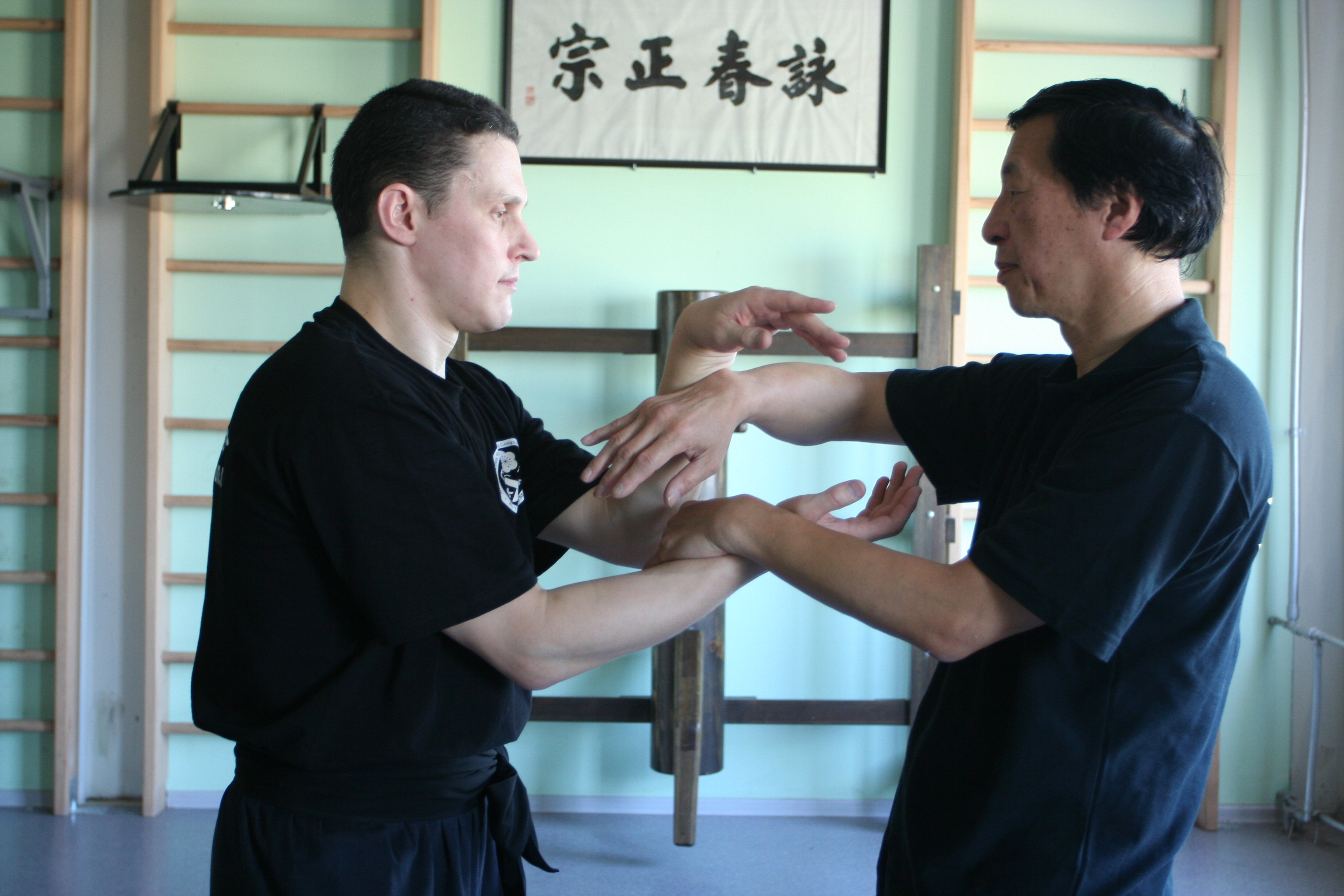
المعلم سامويل كووك (يمين) يتدرب على تقنيات التشي ساو مع أحد طلابه.

بدأ أهتمامه بفنون الدفاع عن النفس في سن مبكرة، بدأ بتعلم أسلوب (وايت كرين) بتوجيه من عمه لوك تشي فو. بدأ في التدرب على الوينغ تشون لأول مرة في عام 1967 عند المعلم تشان واي لينغ في هونغ كونغ في عام 1972 جاء صمويل كوك إلى المملكة المتحدة لدراسة التمريض النفسي. بعد أن كان يعيش في لندن، ذهب إلى كنيسة القس كاو، أخبره القس عن أحد المصلين، وهو معلم وينغ تشون يدعى لي سينغ، الذي بدأ بتدريس سامويل كووك في عام 1973.

## كتبه وفديوهاته
قام سامويل بتأليف عدة كتب وفديوهات تعليمية عن الوينغ تشون:
- Samuel Kwok - Mastering Wing Chun Kung Fu
- Jose M. Fraguas - Wing Chun Master
- Samuel Kwok - Wing Chun Traditional Wooden Dummy
- Wing Chun Illustrated: Conversations Volume 1, 2011-2014

### فديوهاته
- Samuel Kwok - Mastering Ip Man Wing Chun Vol 14 - Fight Seminar 2
- Samuel Kwok - Mastering Ip Man Wing Chun Vol 1-3 - Siu Lim Tao, Chum Kiu, Bil Gee
- Samuel Kwok - Mastering Ip Man Wing Chun Vol 4 - Chi Sao
- Samuel Kwok - Mastering Ip Man Wing Chun Vol 6 - Baat Cham Dao - Wing Chun Butterfly Swords
- Samuel Kwok - Mastering Ip Man Wing Chun Vol 13 - Fight Seminar
- Samuel Kwok - Mastering Ip Man Wing Chun Vol 7 - Lok Dim Boon Kwan - Six and a Half Point Pole
- Samuel Kwok - Mastering Ip Man Wing Chun Vol 12 - Chi Sao Seminar
- Samuel Kwok - Mastering Ip Man Wing Chun Vol 9-11 - Advanced Siu Lim Tao, Chum Kiu, Bil Gee

## روابط خارجية
سامويل كوك على موقع IMDb (الإنجليزية)